# Valério Procliano
Valério Procliano (em latim: Valerius Proclianus) foi um oficial administrativo romano do final do século III ou começo do IV. Pouco se sabe sobre sua vida, exceto que era irmão de Valério Nepociano e esposo de Valéria Paládia, bem como que teria exercido em data desconhecida a função de protetor no Ocidente.